# Жан IV (граф Арманьяк)
Жан IV (фр. Jean IV d'Armagnac; 15 жовтня 1396 — 5 листопада 1450, Л'Іль-Журден) — граф Араманьяк, Фезансак, Родез в 1418—1450 роках.

## Життєпис
Походив з Дому Фезансаге (Другий Дім Арманьяк). Старший син Бернара VII, графа Арманьяка, Фезансак, Родеза, Пардіака, та Бони Беррійської. 1407 року одружився з дочкою герцога Бретані. 1418 року після загибелі батька успадкував усі родинні володіння, окрім графства Пардіак, яке передав братові Бернару.
Після того, як не домігся від дофіна Карла покарання вбивць батька, повертається до Гасконі. Тут в Ере укладає союз з графами Жаном III д'Астараком і Жаном I де Фуа. 1419 року після смерті дружини одружився вдруге.
1420 року викупив в Жана I, герцога Бурбона, графство л'Іль-ан-Журден та віконство Жімуа за 38 тис. золотих екю. 1422 року приніс оммаж Хуану II, королю Кастилії, за графство Арманьяк. Натомість отримує ренту в 3 тис. ліврів.
Починає боротьбу за графство Комменж, але без успіху. Водночас відмовився від допомоги французькому королю на півночі держави. При цьому сприяв вторгненню великих компаній (загонів найманців) в Кондомуа, Лангедок.
1436 року вів перемовини з англійським двором, плануючи влаштувати шлюб однієї з своїх дочок з королем Генріхом VI. Того ж року брав участь у змові Карла I, герцога Бурбон, Жана II, герцога Алансону, Жана VI, герцога Бретані. 1425 року король Франції відхилив вимогу Жана IV на графство Бігорр, яке передав графу Фуа.
1440 року долучився до Прагерії проти французького короля Карла VII. 1442 року після поразки англійців в Аквітанії переходить на бік Франції. Того ж року відхиляє вимогу французького короля відмовитися від титулу граф милістю божою, і подає протест до Паризького парламенту.
1445 року проти графа Арманьяка виступило королівське військо Франції. В л'Іль-ан-Журден Жан IV опинився обложеним, вийшов на перемовини, де його схопили та відправили в тюрму Каркассону. За нього вступилися король Кастилії, герцоги Савойя, Алансон, Орлеан, Мен, Фуа, Дюнуа, але справу Арманьяка було передано до Паризького парламенту. 1448 року Жан IV звернувся до милосердя короля. Карл VII надав грамоту про помилування, але на дуже важких і принизливих умовах. Графство Родез було передано королю як запоруку вірності графа. Практично у всіх скільки-небудь значущих фортецях і містах Жана IV — Лектурі, Гурдоні, Севераку, Бокері, Шодесеге, Капденаку, Катр Шатейері — розміщувалися королівські залоги. 
Граф Арманьяк провів останні дні свого життя в замку Л'Іль-Журден, де і помер 1450 року. Владу успадкував син Жан V.

## Родина
1. Дружина — Бланш, донька Жана V, герцога Бретані і Жанни Наварської
Діти:
- Бона (1416—1435/1448)

2. Дружина — Ізабела, донька Карла III, короля Наварри
Діти:
- Жан (1420—1473), граф Арманьяк, Фезансак, Родез
- Карл (1425—1497), граф Арманьяк, Фезансак, Родез
- Марія (бл. 1421—1473), дружина Жана II, герцога Алансона
- Елеонора (1423—1456), дружина Людовика де Шалона, принца Оранського
- Ізабела (1430/1433- 1476)

- 2 бастарда